# Xulhan Arukh
El Xulhan Arukh (en hebreu:שולחן ערוך) (en català:"la taula servida") és un llibre del rabí i cabalista Yossef Qaro (Safed, 1565-), la seva obra és acceptada per pràcticament tots els corrents i les diferents branques del judaisme, i està traduïda a diversos idiomes. Té una estructura formada per quatre capítols, que segueixen un ordre anàleg al llibre del Arba Turim, del Rabí Jacob ben Asher:
- Orach Chaim (אורח חיים): cicle de vida, oracions i festivitats.
- Yoré Deà (יורה דעה): caixrut i dol.
- Even HaEzer (אבן העזר): relacions entre l'home i la dona.
- Hoixen Mixpat (חושן משפט): dret públic, penal i privat.